# 戰爭旅遊
戰爭旅遊（英語：War tourism）是為了觀光或是歷史研究的原因，前往正在戰爭或是以往曾發生戰爭的地區。即使可能產生危險甚至危害生命安全，仍前往戰爭中或是即將發生戰爭之國家或地區，進行旅遊觀光和休閒活動之相關行為，廣義上屬於冒險旅遊的一種。